# Мюніз (Техас)
Мюніз (англ. Muniz) — переписна місцевість (CDP) в США, в окрузі Ідальго штату Техас. Населення — 1593 особи (2020).

## Географія
Мюніз розташований за координатами 26°15′28″ пн. ш. 98°5′23″ зх. д. / 26.25778° пн. ш. 98.08972° зх. д. (26.257823, -98.089671).  За даними Бюро перепису населення США в 2010 році переписна місцевість мала площу 2,75 км², уся площа — суходіл.

## Демографія
Згідно з переписом 2010 року, у переписній місцевості мешкало 1370 осіб у 284 домогосподарствах у складі 266 родин. Густота населення становила 499 осіб/км².  Було 300 помешкань (109/км²). 
Расовий склад населення:
| - 91,3 % — білих - 8,7 % — осіб інших рас |

До двох чи більше рас належало 0,0 %. Іспаномовні складали 99,8 % від усіх жителів.
За віковим діапазоном населення розподілялося таким чином: 42,4 % — особи молодші 18 років, 53,4 % — особи у віці 18—64 років, 4,2 % — особи у віці 65 років та старші. Медіана віку мешканця становила 21,4 року. На 100 осіб жіночої статі у переписній місцевості припадало 98,8 чоловіків;  на 100 жінок у віці від 18 років та старших — 93,9 чоловіків також старших 18 років.
Середній дохід на одне домашнє господарство  становив 31 987 доларів США (медіана — 33 715), а середній дохід на одну сім'ю — 35 419 доларів (медіана — 38 083). Медіана доходів становила 16 564 долари для чоловіків та 19 432 долари для жінок. За межею бідності перебувало 19,6 % осіб, у тому числі 10,9 % дітей у віці до 18 років та 61,7 % осіб у віці 65 років та старших.
Цивільне працевлаштоване населення становило 837 осіб. Основні галузі зайнятості: мистецтво, розваги та відпочинок — 25,9 %, освіта, охорона здоров'я та соціальна допомога — 19,2 %, роздрібна торгівля — 14,1 %, науковці, спеціалісти, менеджери — 11,1 %.